# Hasan Ammar
Muhammad Hasan Ammar (arab. محمد حسن عمار) – egipski zapaśnik walczący w obu stylach. Złoty i srebrny medalista mistrzostw Afryki w 1981 roku.